# Bondali Tenda
Bondali Tenda är en ort i Gambia. Den ligger i regionen West Coast, i den sydvästra delen av landet, 80 km öster om huvudstaden Banjul. Antalet invånare var 143 vid folkräkningen 2013.